# Horta (Açores)
Horta és un municipi de les illes Açores (Portugal), a l'illa de Faial. Se sotsdivideix en 13 parròquies:
- Angústias (Horta)
- Capelo
- Castelo Branco
- Cedros
- Conceição (Horta)
- Feteira
- Flamengos
- Matriz (Horta)
- Pedro Miguel
- Praia do Almoxarife
- Praia do Norte
- Ribeirinha
- Salão

## Demografia
| Població del municipi d'Horta (1849 – 2004) | Població del municipi d'Horta (1849 – 2004) | Població del municipi d'Horta (1849 – 2004) | Població del municipi d'Horta (1849 – 2004) | Població del municipi d'Horta (1849 – 2004) | Població del municipi d'Horta (1849 – 2004) | Població del municipi d'Horta (1849 – 2004) | Població del municipi d'Horta (1849 – 2004) |
| ------------------------------------------- | ------------------------------------------- | ------------------------------------------- | ------------------------------------------- | ------------------------------------------- | ------------------------------------------- | ------------------------------------------- | ------------------------------------------- |
| 1849                                        | 1900                                        | 1930                                        | 1960                                        | 1981                                        | 1991                                        | 2001                                        | 2004                                        |
| 24.763                                      | 22.075                                      | 21.510                                      | 20.281                                      | 15.489                                      | 14.920                                      | 15.063                                      | 15.224                                      |